# Philip 2., greve af Nassau-Weilburg
Philip 2., greve af Nassau-Weilburg (født 12. marts 1418, død 10. marts 1492) var regerende greve fra 1442 til 1492. 

## Forældre
Greve Philip 2. var søn af Philip 1., greve af Nassau-Saarbrücken-Weilburg (1368–1429) og Elisabeth af Lothringen (1395–1456).

## Familie
Greve Philip 2. var først gift med Margarethe af Loon-Heinsberg. De fik to børn. Det ene barn var greve Johan 3. af Nassau-Weilburg (1441–1480), der blev medregent i 1470. 
Greve Philip blev senere gift med Veronika af Sayn-Wittgenstein. Der var ingen børn i dette ægteskab.

## Regeringstid
Greve Philip mistede sin far, da han var ni år gammel, og hans mor overtog regentskabet. I 1442 blev  Philips yngre bror grev Johan af Nassau-Saarbrücken (1423–1472) myndig, og brødrene delte arven imellem sig, så Johan fik Saarbrücken, mens Philip fik Weilburg. 
Greve Philip indsatte sin søn Johan af Nassau-Weilburg (1441–1480) som medregent i 1470. Greve Philip indsatte sønnesønnen Ludvig 1., greve af Nassau-Weilburg (1473–1523) som regent i 1490. To år senere blev barnebarnet hans efterfølger som greve af Weilburg.